# Ron Goodwin
Pour les articles homonymes, voir Goodwin.
Ron Goodwin, né le 17 février 1925 à Plymouth et mort le 8 janvier 2003 près de Reading, était un compositeur et chef d'orchestre anglais de musique de film, généralement pour des films de guerre ou à grand spectacle, ainsi que de musique légère et de divertissement.
Parallèlement aux sonorisations des films, il enregistra de nombreux disques reprenant également de nombreuses compositions célèbres à la tête de son grand orchestre.

## Compositions

### Musique de film
- 1959 : La Lorelei brune (Whirlpool) de Lewis Allen
- 1960 : Le Village des damnés
- 1961 : Le Train de 16 h 50 (Murder she said) (Miss Marple 1)
- 1962 : Choc en retour (I thank a fool) de Robert Stevens
- 1962 : La Révolte des Triffides (The Day of the Triffids) de Steve Sekely
- 1963 : Meurtre au galop (Murder at the gallop) (Miss Marple 2)
- 1963 : Lancelot chevalier de la reine (Lancelot and Guinevere) de Cornel Wilde
- 1964 : Passage à tabac (Murder ahoy) (Miss Marple 3)
- 1964 : Mission 633 (Squadron 633)
- 1964 : L'Ange pervers (Of Human Bondage) de Ken Hughes
- 1964 : Lady détective entre en scène (Murder most foul) (Miss Marple 4)
- 1965 : ABC contre Hercule Poirot
- 1965 : Ces merveilleux fous volants dans leurs drôles de machines
- 1965 : Opération Crossbow
- 1966 : L'Aventure sauvage (The Trap) de Sidney Hayers
- 1968 : Quand les aigles attaquent
- 1969 : Gonflés à bloc
- 1969 : La Bataille d'Angleterre
- 1970 : L'Exécuteur (The Executioner) de Sam Wanamaker
- 1972 : Frenzy
- 1975 : Mortelle rencontre (Deadly Strangers) de Sidney Hayers
- 1975 : Objectif Lotus (One of Our Dinosaurs Is Missing) de Robert Stevenson
- 1978 : L'ouragan vient de Navarone (Force 10 From Navarone)
- 1979 : Un cosmonaute chez le roi Arthur (Unidentified Flying Oddball)

### Compositions d’œuvres simples
- Les Cavaliers sans tête : The headless horseman, musique de Western
- Swingin' Sweethearts

En 1989, Serge Elhaïk, spécialiste des grands orchestres légers et de variétés fit paraître un livre sur Ron Goodwin, étant venu chez lui pour l’interviewer.